# Arabo-fries
De arabo-fries is een paardenras. Het is pas sinds enkele jaren een erkend ras. De arabo-fries werd echter al enkele decennia geleden voor het eerst gefokt.

## Geschiedenis
In beginsel is dit ras (zoals de naam al zegt) een kruising tussen een arabier (Arabische volbloed) en een Fries paard, met als doel het Friese ras te veredelen. Het doel is het fokken van paarden die op hoog niveau presteren in de men- en dressuursport. Men wilde het uithoudingsvermogen van de arabier met het goede karakter en werkbaarheid van de fries combineren. In de beginjaren stuitte dit op veel verzet onder aanhangers van de Fries.
Het aandeel Arabische bloedvoering bedraagt maximaal 40%.
Het Arabo-Friese stamboek werd op 21 maart 2000 opgericht en in oktober 2006 werd door het ministerie van landbouw het ras officieel erkend en werd het stamboek opgericht, namelijk het EAFS (Europees Arabo-Friezen Stamboek).

## Uiterlijk
De arabo-fries heeft het uiterlijk van een moderne fries. De vacht en het behang zijn zwart.